# Чемпіонат Європи з легкої атлетики серед юнаків 2024
Чемпіонат Європи з легкої атлетики серед юнаків 2024 був проведений 18-21 липня в Банській Бистриці на cтадіоні СНП.
Про надання словацькому місту права проводити європейську легкоатлетичну першість серед юнаків (атлетів у віці до 18 років) було анонсовано 28 червня 2022.
До участі в чемпіонаті допускалися легкоатлети 2007 та 2008 років народження, які виконали встановлені нормативи.

## Призери

### Хлопці
| Дисципліни                       | Золото | Золото      | Срібло                                                                                                  | Срібло         | Бронза                                                                                            | Бронза        |
| -------------------------------- | --- | ----------- | --- | -------------- | ------------------------------------------------------------------------------------------------- | ------------- |
| 100 метрів                       | Якоб Кеммінер Німеччина | 10,46       | Джоел Мастерс Велика Британія                                                                           | 10,51          | Джоел Аджаї Велика Британія                                                                       | 10,61         |
| 200 метрів                       | Дієго Наппі Італія | 20,81 CR    | Івано Веванда Швеція                                                                                    | 21,17 PB       | Джо Берк Велика Британія                                                                          | 21,31 NU18B   |
| 400 метрів                       | Станіслав Стшелецький Польща | 46,50 CR    | Міланн Клеменік Франція                                                                                 | 46,78 PB       | Конор Келлі Ірландія                                                                              | 46,97 NU18B   |
| 800 метрів                       | Меттью Маккенна Велика Британія | 1.52,91     | Аарон Себальйос Іспанія                                                                                 | 1.53,21        | Лукаш Зачик Польща                                                                                | 1.53,60       |
| 1500 метрів                      | Філіп Тоул Чехія | 3.54,77     | Алдин Чатович Сербія                                                                                    | 3.55,14        | Алюа Абраам Франція                                                                               | 3.56,55       |
| 3000 метрів                      | Алдин Чатович Сербія | 8.07,03 CR  | Вітторе Борроміні Італія                                                                                | 8.09,01 PB     | Себастьян Лерстад Швеція                                                                          | 8.11,71 NU18B |
| 110 метрів з бар'єрами (91,4 см) | Каян Ескалона Італія | 13,22       | Люка Домерг Франція                                                                                     | 13,34          | Християн Касабов Болгарія                                                                         | 13,47         |
| 400 метрів з бар'єрами           | Міхал Рада Чехія | 49,42 AU18B | Марек Ванья Чехія                                                                                       | 51,12 PB       | Томмазо Ардіццоне Італія                                                                          | 51,38 NU18B   |
| 2000 метрів з перешкодами        | Бакр ель Асрі Іспанія | 5.46,79     | Адам Червинка Чехія                                                                                     | 5.47,71 PB     | Якоб Редель Німеччина                                                                             | 5.47,77 PB    |
| 100+200+300+400 метрів           | ПольщаНікодем Димінський Якуб Форемний Бартоломей Адамчик Станіслав Стшелецький Александр Войтасик (забіг) Олівер Фронцковяк (забіг) | 1.51,62 CR  | НімеччинаЯкоб Кеммінер Луїс Шустер Янніс Деттнер Мілан Штадлер Бен Трестер (забіг) Ян Вайденбах (забіг) | 1.51,82 NU18B  | ІталіяФабріціо Капоруссо Данієле Індзолі Томмазо Карфанья Данієле Салемі Валеріо Мацциллі (забіг) | 1.52,02 NU18B |
| Ходьба 5000 метрів               | Алессіо Коппола Італія | 21.01,44    | Шеймус Кларк Ірландія                                                                                   | 21.05,70 NU18B | Ніколо Відаль Італія                                                                              | 21.11,87 PB   |
| Стрибки у висоту                 | Сванте Свенссон Швеція | 2,09 PB     | Антуан Антчак Франція                                                                                   | 2,08 PB        | Вук Шолая Сербія                                                                                  | 2,08 PB       |
| Стрибки з жердиною               | Матіас Урбанчик Бельгія | 5,10 PB     | Нікіта Міркін ІзраїльГенрі Апрі Естонія                                                                 | 5,00           | не вручалась                                                                                      |               |
| Стрибки у довжину                | Ремі Мурі Франція | 7,72 PB     | Арон Хайду Угорщина                                                                                     | 7,58 NU18B     | Данієле Індзолі Італія                                                                            | 7,54          |
| Потрійний стрибок                | Еммануель Ідінна Франція | 15,85       | Франческо Кротті Італія                                                                                 | 15,49 PB       | Бенедікт Маурер Німеччина                                                                         | 15,11 PB      |
| Штовхання ядра (5 кг)            | Штефан Александру Чобану Румунія | 19,99       | Людвіг Еллгрен Швеція                                                                                   | 19,19 PB       | Ян Феріна Хорватія                                                                                | 19,04         |
| Метання диска (1,5 кг)           | Якуб Родзяк Польща | 64,21       | Ярослав Листопад Україна                                                                                | 60,93          | Кіан Кремптон Ірландія                                                                            | 60,55 NU18B   |
| Метання молота (5 кг)            | Томас Вільямс Ірландія | 73,95       | Дімо Андреєв Болгарія                                                                                   | 72,49          | Магно Льйопіс Іспанія                                                                             | 72,48 PB      |
| Метання списа (700 г)            | П'єтро Вілла Італія | 76,04 NU18B | Рох Круковський Польща                                                                                  | 74,84          | Теєму Сімойнен Фінляндія                                                                          | 73,24         |
| Десятиборство (юнацьке)          | Трістан Консо Естонія | 7549        | Ліам Белу да Сілва Швеція                                                                               | 7318 PB        | Кільян Трошен Франція                                                                             | 7290 PB       |

### Дівчата
| Дисципліни                       | Золото | Золото        | Срібло                                                                                                  | Срібло         | Бронза                                                                                              | Бронза        |
| -------------------------------- | --- | ------------- | --- | -------------- | --------------------------------------------------------------------------------------------------- | ------------- |
| 100 метрів                       | Радіна Величкова Болгарія | 11,46 NU18B   | Шейд Лапораль Франція                                                                                   | 11,54          | Мія Отт Естонія                                                                                     | 11,62         |
| 200 метрів                       | Еліза Валенсін Італія | 23,09 CR      | Маргеріта Кастеллані Італія                                                                             | 23,35 PB       | Пауліне Ріхтер Німеччина                                                                            | 23,50 PB      |
| 400 метрів                       | Анастазія Кусь Польща | 51,89 CR      | Кара Дакоста Велика Британія                                                                            | 52,60 PB       | Маделіф ван Лер Нідерланди                                                                          | 53,19         |
| 800 метрів                       | Адела Голубова Чехія | 2.04,23 CR    | Шайкіра Кінг Велика Британія                                                                            | 2.04,29        | Кармен Чернюл Швеція                                                                                | 2.04,52 PB    |
| 1500 метрів                      | Лайла Белшоу Велика Британія | 4.13,01 CR    | Айла Мак-Говен Велика Британія                                                                          | 4.14,78 PB     | Вільма Анна Беккемуен Торб'єрнсс Норвегія                                                           | 4.16,45       |
| 3000 метрів                      | Кеті Пай Велика Британія | 9.20,25 SB    | Джулія Ерле Німеччина                                                                                   | 9.20,31 PB     | Олівія Фрост Велика Британія                                                                        | 9.21,66 PB    |
| 100 метрів з бар'єрами (76,2 см) | Лаура Фрличкова Словаччина | 12,97         | Зофія Роєк Польща                                                                                       | 13,33          | Оксан Кінг Франція                                                                                  | 13,37 PB      |
| 400 метрів з бар'єрами (76,2 см) | Ніна Радова Чехія | 58,00 CR      | Єва Барбарич Хорватія                                                                                   | 58,85 PB       | Лалі Пузанкр-Оєр Франція                                                                            | 59,07 PB      |
| 2000 метрів з перешкодами        | Астрід Сесільє Бернстен Норвегія | 6.32,11 PB    | Ема Беркова Чехія                                                                                       | 6.34,63 PB     | Надя Сото Іспанія                                                                                   | 6.35,04 PB    |
| 100+200+300+400 метрів           | ІталіяВіола Канові Маргеріта Кастеллані Лаура Фраттаролі Еліза Валенсін Вітторія Маз'єро (забіг) Бенедетта Дамбруозо (забіг) Зої Фіорентіні (забіг) | 2.05,23 AU18B | ПольщаОлівія Каспшак Александра Єж Зофія Томчик Анастазія Куш Майя Возняк (забіг) Лєна Паєнцька (забіг) | 2.05,54 NU18B  | Велика БританіяНелл Дезір Тея Браун Шайло Омотошо Кара Дакоста Елзі Бріндл (забіг) Ава Джон (забіг) | 2.05,90 NU18B |
| Ходьба 5000 метрів               | Серена ді Фабіо Італія | 21.50,80 CR   | Алессія Крістіна Поп Румунія                                                                            | 22.03,11 NU18B | Петра Куса Словаччина                                                                               | 23.49,22 PB   |
| Стрибки у висоту                 | Ліліанна Баторі Угорщина | 1,84          | Айтана Алонсо Іспанія                                                                                   | 1,81           | Іман Оссі Ченг Франція                                                                              | 1,81          |
| Стрибки з жердиною               | Анастасія Бумпуліді Греція | 4,20          | Ембла Матільде Ньєрве Норвегія                                                                          | 4,15 NU18B     | Беате Потт Швеція                                                                                   | 4,15 PB       |
| Стрибки у довжину                | Евеліна Олссон Швеція | 6,35 PB       | Йоана Федоровайте Литва                                                                                 | 6,23 PB        | Радина Величкова Болгарія                                                                           | 6,16 =SB      |
| Потрійний стрибок                | Бренда Апшите Латвія | 13,18         | Меліна Заранга Греція                                                                                   | 13,10          | Еліза Валенті Італія                                                                                | 12,99         |
| Штовхання ядра (3 кг)            | Марія Рафаїліду Греція | 18,46         | Ангеліна Шепель Україна                                                                                 | 17,09          | Анастасія Андреаді Греція                                                                           | 16,70         |
| Метання диска                    | Наджела Вепіве Німеччина | 51,61         | Андреа Танкеу Джуджі Іспанія                                                                            | 50,01          | Віта Барбич Хорватія                                                                                | 49,50 PB      |
| Метання молота (3 кг)            | Клара Хегеманн Німеччина | 72,93         | Поліна Дзерожинська Україна                                                                             | 72,92 PB       | Нова Кінаст Німеччина                                                                               | 71,72         |
| Метання списа (500 г)            | Віта Барбич Хорватія | 61,07 CR      | Констанце Ірлінгер Німеччина                                                                            | 57,64 NU18B    | Рабіє Чичек Туреччина                                                                               | 54,52 PB      |
| Семиборство                      | Енні Вірйонен Фінляндія | 6151          | Тея Браун Велика Британія                                                                               | 5807 PB        | Марія Шнеміліх Німеччина                                                                            | 5732 PB       |

## Медальний залік
| Місце                | Країна               | Золото | Срібло | Бронза | Загалом |
| -------------------- | -------------------- | ------ | ------ | ------ | ------- |
| 1                    | Італія               | 7      | 3      | 5      | 15      |
| 2                    | Польща               | 4      | 3      | 1      | 8       |
| 3                    | Чехія                | 4      | 3      | 0      | 7       |
| 4                    | Велика Британія      | 3      | 5      | 3      | 11      |
| 5                    | Німеччина            | 3      | 3      | 5      | 11      |
| 6                    | Франція              | 2      | 4      | 5      | 11      |
| 7                    | Швеція               | 2      | 3      | 3      | 8       |
| 8                    | Греція               | 2      | 1      | 1      | 4       |
| 9                    | Іспанія              | 1      | 3      | 2      | 6       |
| 10                   | Ірландія             | 1      | 1      | 3      | 5       |
| 11                   | Болгарія             | 1      | 1      | 2      | 4       |
| 11                   | Хорватія             | 1      | 1      | 2      | 4       |
| 13                   | Естонія              | 1      | 1      | 1      | 3       |
| 13                   | Норвегія             | 1      | 1      | 1      | 3       |
| 13                   | Сербія               | 1      | 1      | 1      | 3       |
| 16                   | Румунія              | 1      | 1      | 0      | 2       |
| 16                   | Угорщина             | 1      | 1      | 0      | 2       |
| 18                   | Словаччина           | 1      | 0      | 1      | 2       |
| 18                   | Фінляндія            | 1      | 0      | 1      | 2       |
| 20                   | Бельгія              | 1      | 0      | 0      | 1       |
| 20                   | Латвія               | 1      | 0      | 0      | 1       |
| 22                   | Україна              | 0      | 3      | 0      | 3       |
| 23                   | Ізраїль              | 0      | 1      | 0      | 1       |
| 23                   | Литва                | 0      | 1      | 0      | 1       |
| 25                   | Нідерланди           | 0      | 0      | 1      | 1       |
| 25                   | Туреччина            | 0      | 0      | 1      | 1       |
| Загалом (26 збірних) | Загалом (26 збірних) | 40     | 41     | 39     | 120     |

## Виступ українців
У складі збірної України в чемпіонаті взяли участь 43 атлети (23 хлопці та 20 жінок).
| Чоловіки (23) | Чоловіки (23)                                                | Чоловіки (23)      | Чоловіки (23)       |
| Місце         | Атлет                                                        | Дисципліна         | Результат           |
| ------------- | ------------------------------------------------------------ | ------------------ | ------------------- |
| 2             | Ярослав Листопад                                             | диск               | 60,93               |
|               | Данило Батарчук                                              | диск               | 60,29               |
|               | Станіслав Гаврилюк                                           | потрійний          | 14,93               |
|               | Юрій Мудрик Данііл Маркевич Артур Ейсмонт Володимир Вовченко | 100+200+ 300+400 м | 1.54,56             |
|               | Сергій Шмиголь                                               | спис               | 61,59 (64,45 PB)[a] |
|               | Максим Лаврик                                                | ядро               | 16,59 (17,82)[a]    |
|               | Роман Цьомик                                                 | ходьба 5000 м      | 23.33,62            |
| пф            | Юрій Мудрик                                                  | 100 м              | 10,74 PB            |
| пф            | Данііл Маркевич                                              | 200 м              | 22,16 =PB           |
| пф            | Володимир Вовченко                                           | 400 м              | 48,27 (48,25 PB)[a] |
| пф            | Адам Білоконь                                                | 110 м з/б          | 14,40 (14,03 PB)[a] |
| заб           | Юрій Мудрик                                                  | 200 м              | 22,04 PB            |
| заб           | Артур Ейсмонт                                                | 400 м              | 50,50               |
| заб           | Рінат Осадчук                                                | 110 м з/б          | 14,45               |
| заб           | Антон Сміян                                                  | 400 м з/б          | 56,17               |
| заб           | Дмитро Голуб                                                 | 400 м з/б          | DNF                 |
| заб           | Денис Лисенко                                                | 2000 м з/п         | 6.02,25             |
| кв            | Владислав Балакін                                            | висота             | 1,97                |
| кв            | Олексій Лясковець                                            | висота             | 1,94                |
| кв            | Нікіта Левченко                                              | жердина            | 4,40                |
| кв            | Андрій Посполіта                                             | жердина            | 4,40                |
| кв            | Максим Плотников                                             | довжина            | 6,87                |
| кв            | Владислав Резанов                                            | довжина            | 6,53                |
| кв            | Данило Батарчук                                              | ядро               | 15,70               |
| кв            | Вадим Кліщевський                                            | молот              | 59,81               |
| —             | Ілля Шпонарський                                             | ходьба 5000 м      | DQ                  |

| Жінки (20) | Жінки (20)                                                | Жінки (20)         | Жінки (20)        |
| Місце      | Атлетка                                                   | Дисципліна         | Результат         |
| ---------- | --------------------------------------------------------- | ------------------ | ----------------- |
| 2          | Поліна Дзерожинська                                       | молот              | 72,92 PB          |
| 2          | Ангеліна Шепель                                           | ядро               | 17,09 (17,26)[a]  |
|            | Уляна Степанюк                                            | 100 м              | 11,64 (11,61)[a]  |
|            | Дар'я Дубенець                                            | 2000 м з/п         | 6.39,64 NU18B     |
|            | Єлизавета Шваб Уляна Степанюк Руфіна Котік Іванна Олексюк | 100+200+ 300+400 м | 2.08,08 NU18B     |
|            | Вероніка Ткачук                                           | ходьба 5000 м      | 24.21,03 PB       |
|            | Ольга Бельченко                                           | жердина            | 3,90              |
|            | Ілона Скоченко                                            | молот              | 60,67             |
|            | Софія Куничак                                             | жердина            | 3,60 (3,75 PB)[a] |
|            | Дарина Ющенко                                             | ходьба 5000 м      | 25.42,15          |
| пф         | Єлизавета Шваб                                            | 100 м              | 11,91 (11,90)[a]  |
| пф         | Уляна Степанюк                                            | 200 м              | 24,56 (24,52)[a]  |
| пф         | Ніколетта Волошин                                         | 200 м              | DNF (24,68)[a]    |
| пф         | Руфіна Котік                                              | 400 м              | 55,39             |
| пф         | Іванна Олексюк                                            | 400 м              | 55,68             |
| заб        | Олександра Любанська                                      | 800 м              | 2.12,59           |
| заб        | Тетяна Шаповалова                                         | 400 м з/б          | 1.03,80           |
| заб        | Марина Оляднічук                                          | 400 м з/б          | 1.04,72           |
| кв         | Анастасія Козуб                                           | висота             | 1,74 =PB          |
| кв         | Віталіна Лиман                                            | висота             | 1,71              |
| кв         | Анна Шевченко                                             | довжина            | 5,57              |
| кв         | Валерія Лапа                                              | довжина            | 5,41              |

a  У дужках вказаний більш високий результат, що був показаний на попередній стадії змагань (у попередньому забігу чи кваліфікаційному раунді).